# Chiesa di San Vio

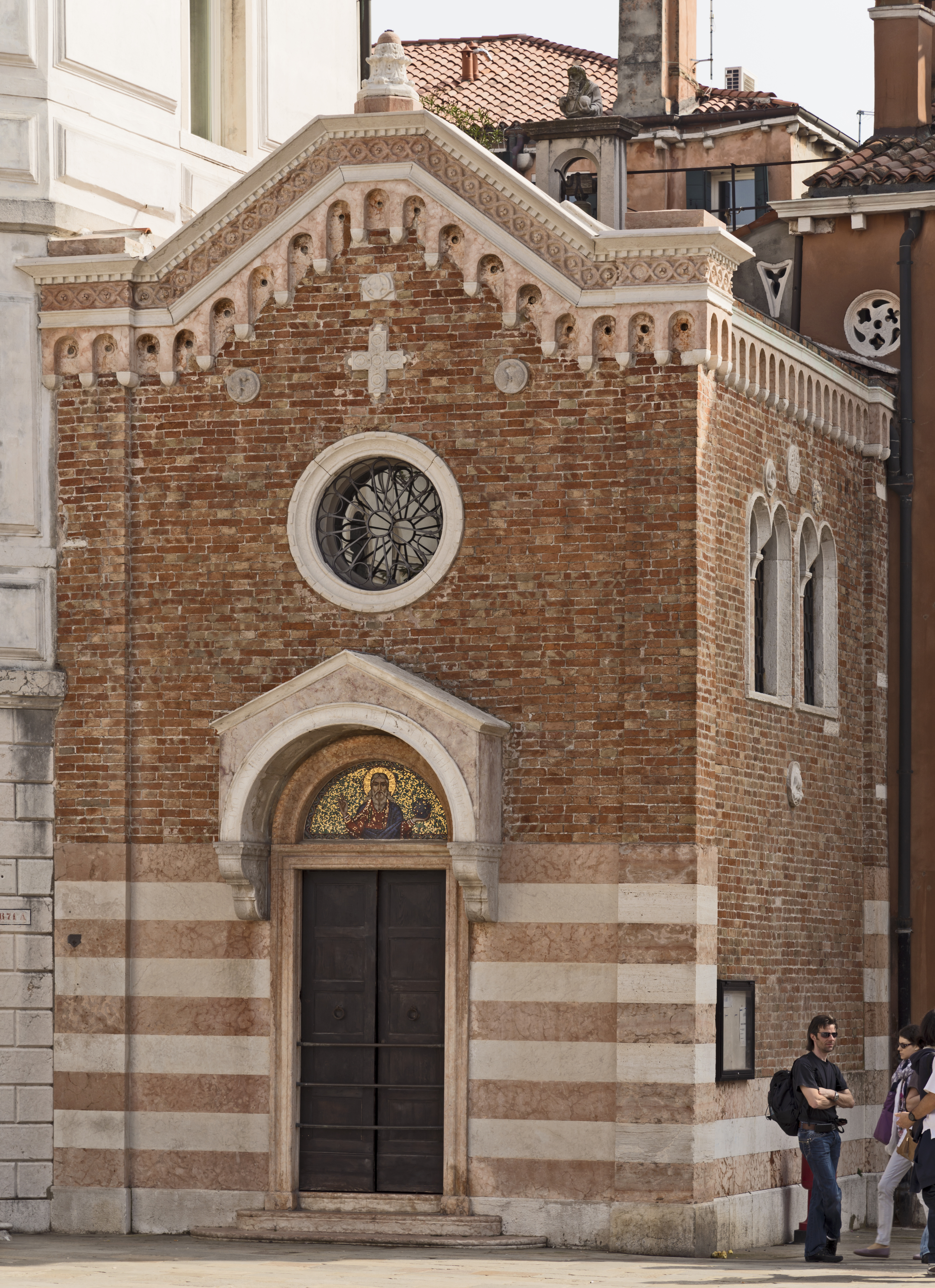
La chiesetta attuale, adibita a uso privato

La chiesa di San Vio (San Vito e Modesto in italiano) era un edificio religioso di Venezia, situato nel sestiere di Dorsoduro.

## Storia
La chiesa era situata nell'omonimo campo San Vio, disposta parallelamente al percorso del Canal Grande e con la facciata rivolta verso il rio di San Vio.
L'edificio doveva risalire ai primissimi tempi della città (X secolo, fondata, secondo la tradizione, dalla famiglia Magno); risulta infatti menzionato nella mappa pubblicata dal Temanza, la più antica mappa conosciuta della città così come risulta citato nelle cronache tra le chiese ricostruite in seguito all'incendio del 1015. Queste cronache, per quanto poco attendibili nella descrizione esagerata dei danni, con questa citazione tuttavia confermano in modo indiretto l'esistenza di una fabbrica precedente.
La chiesa ai tempi della Repubblica di Venezia aveva una certa importanza: infatti nel 1310, dopo la sconfitta della congiura di Bajamonte Tiepolo nel giorno di San Vito (15 giugno), il Senato stabilì che ogni anno il doge vi si sarebbe recato in veste ufficiale e con una processione sontuosa in occasione della ricorrenza del santo. Poiché la chiesa versava in condizioni precarie, se ne avviò la ricostruzione usando anche materiali (tra cui dei marmi) del demolito palazzo dei Tiepolo a Sant'Agostin. Sempre per agevolare l'arrivo del Bucintoro e del corteo dogale, il campo venne allargato con la demolizione di alcuni edifici situati tra la chiesa e il Canal Grande.
Chiusa nel 1808, nel 1813 la chiesa venne demolita e al suo posto in corrispondenza della vecchia facciata venne eretta una piccola cappella, anch'essa ora sconsacrata e usata come abitazione privata. Pare che i marmi che la decorano siano proprio quelli del palazzo dei Tiepolo.

## Descrizione
Nella pianta di Venezia del 1500 ad opera di Jacopo de' Barbari la chiesa di San Vio è raffigurata come un edificio di stile romanico, a tre navate, affiancato da un campanile quadrato tozzo con cuspide piramidale. La struttura nel suo complesso si presentava quindi simile a quella della chiesa di San Nicolò dei Mendicoli e della vicina chiesa di Sant'Agnese. Sempre secondo la raffigurazione del de' Barbari, il lato destro della chiesa si estendeva tra il rio di San Vio e il rio delle Torreselle lungo l'attuale Calle della chiesa, mentre il lato sinistro era completamente inglobato in un complesso di abitazioni, caratteristica abbastanza peculiare, così come era peculiare l'orientamento della chiesa, disposta in senso trasversale rispetto all'insula di San Vio.
La chiesa era ornata internamente da pitture di Matteo Ingoli, Alvise dal Friso, Girolamo Brusaferro ed Antonio Zanchi. Vi erano sepolte la beata Contessa Tagliapietra e la pittrice Rosalba Carriera, che abitava poco lontano.